# 24434 Josephhoscheidt
24434 Josephhoscheidt è un asteroide della fascia principale. Scoperto nel 2000, presenta un'orbita caratterizzata da un semiasse maggiore pari a 2,6327038 UA e da un'eccentricità di 0,2373797, inclinata di 5,14317° rispetto all'eclittica.